# Leandro Barreiro
Leandro Barreiro Martins (født 3. januar 2000) er en luxembourgsk professionel fodboldspiller, som spiller for Primeira Liga-klubben Benfica og Luxembourgs landshold.

## Klubkarriere

### Mainz 05
Efter at have spillet for flere klubber i sit hjemland på ungdomsniveau, skiftede Barreiro i 2016 til Mainz 05. Han fik sin professionelle debut den 8. februar 2019 i en Bundesliga-kamp imod Bayer Leverkusen.

### Benfica
Barreiro skiftede i juli 2024 til Benfica efter hans kontrakt med Mainz havde udløbet.

## Landsholdskarriere

### Ungdomslandshold
Barreiro har repræsenteret Luxembourg på flere ungdomsniveauer.

### Seniorlandshold
Barreiro debuterede for Luxembourgs landshold den 22. marts 2018.